# جالبوت
الجالبوت سفينة الغوص الأساسية في الكويت و بعض دول الخليج العربي.

## التصميم
يقدر طول قاعدة الجالبوت بين 25 و 60 قدماً، و يزود بصارية أو إثنتين حسب حجمه. كما يغطى سطح الجالبوت بالكامل عدى عن بعض الفتحات التي تترك للوصول إلى المخزن أو «الخن». و يزود الجالبوت بالمجاديف.
يتميز الجالبوت بمقدمة شبه عمودية على بدن المركب، و مؤخرته مستطيلة الشكل تتصل بها الدفة.